# Cuvin (okręg Arad)
Cuvin – wieś w Rumunii, w okręgu Arad, w gminie Ghioroc. W 2011 roku liczyła 1483 mieszkańców. 